# Испод површине
Испод површине (енгл. Ah, But Underneath) је друга епизода серије Очајне домаћице у продукцији Еј-Би-Сија. Епизоду је написао Марк Чери док је сценариста био Лари Шо. Епизода „Испод површине“ премијерно је емитована 10. октобра 2004. у Сједињеним Америчким Државама. У Србији премијерно је приказана на телевизији Пинк, почетком октобра 2005.

## Синопсис
Мери Алис Јанг заокупирана је проблемима своје другарице Габријеле Солис. Примећује да је накит и дизајнирана одећа не чине довољно срећном, и да честа Карлосова одсуства чине Габријелу усамљеном. То је разлог због којег Џон Роуланд није само Габријелин лични вртлар, већ и тренутни љубавник. У тренутку када се Габријела и Џон купају, она примећује да се Карлос вратио кући и да пред улазом чита пошту. У журби да што пре сакрије своју романсу са малолетним баштованом, Габријела избацује Џона, и његове ствари, нагог кроз прозор. Карлос улази унутра и не примећује Џонове панталоне на софи. Распитује се за баштована и у том тренутку га кроз прозор Џон поздравља. Карлос му задаје инструкције око уређивања баште, непрмећујући да Џон на себи има само кошуљу.
Мајк позива Сузан и њену кћерку Џули на вечеру, због чега је Сузан веома узбуђена. Наређује кћерци да у петак измисли неку обавезу како би могла да буде сама са Мајком. 
Бри, суочена са разводом прихвата чињеницу да има брачних проблема и одлучује да похађа брачна саветовања. Она и Рекс одлазе код др Алберта Голдфајна, који иако је искусан у свом послу још није наишао на слични случај.

## Признања и награде
- - Најбоља епизода ТВ серије 2004 - награда

## Међународни наслови
- Француски: Un chien dans un jeu de filles (Пас у улози девојчице)
- Немачки: Unter der Oberfläche (Испод површине)
- Мађарски: Óh, de lent a mélyben! (Ах, али испод)
- Италијански: La verità sfuggevole (Брза истина)
- Шпански: Ah, pero en el fondo (Ах, али испод)